# Philipp Conrad Fabricius
Philipp Conrad Fabricius (1714 -1774) va ser un metge i botànic alemany.
Va escriure la influent obra Enumeratio plantarum horti Helmstadiensis (Helmstedt 1759), ajustada a l'aleshores recent nomenclatura binomial de Linnaeus.
La seva signatura abreujada com a botànic és Fabr.

## Altres publicacions
- Animadversiones varii argumenti medicas ex scriptis ejusdem minoribus collegit notisque adjectis edidit G. R. Lichtenstein. Helmtadii: Kühnlin, 1783
- Genuinae calculi renalis genesis. Helmstadii : Schnorr, 1756.microfilmat Arxivat 2016-03-03 a Wayback Machine.
- Enumeratio methodica plantarum horti medici Helmstadiensis, secundum Linnei et Heidteri systema digesta stirpium rariorum vel nondum satis extricatarum descriptione subiuncta. 3ª Ed., auctior posthuma. Microfilmat Arxivat 2016-03-03 a Wayback Machine.. Helmstadii : [Drucker:] Kühnlin, 1776
- De febre lenta post febrem continuam auctam simplicem vel continuam remittentem sequente rite sananda. Helmstadii : [Drucker:] Drimborn, 1763
- Commentatio historico-physico-medica de animalibus quadrupedibus, avibus, amphibiis, piscibus et insectis Wetteraviae indigenis. Helmstadii : Schnorr, 1749
- Sermo academicus de praecipuis Germanorum in rem herbariam meritis ... die 25. Iunii ann. 1751 .... Helmstadii : Schnorr, 1751
- Sermo academicus de praecipuis Germanorum in rem herbariam meritis ... die 25. Iunii ann. 1751 ... Microfitxa Arxivat 2016-03-03 a Wayback Machine.. Helmstadii : [Drucker:] Schnorr, 1751

## Honors
El gènere de plantes Fabricia Gaertn. de la familia Myrtaceae rep aquest nom en el seu honor.